# KFK 185

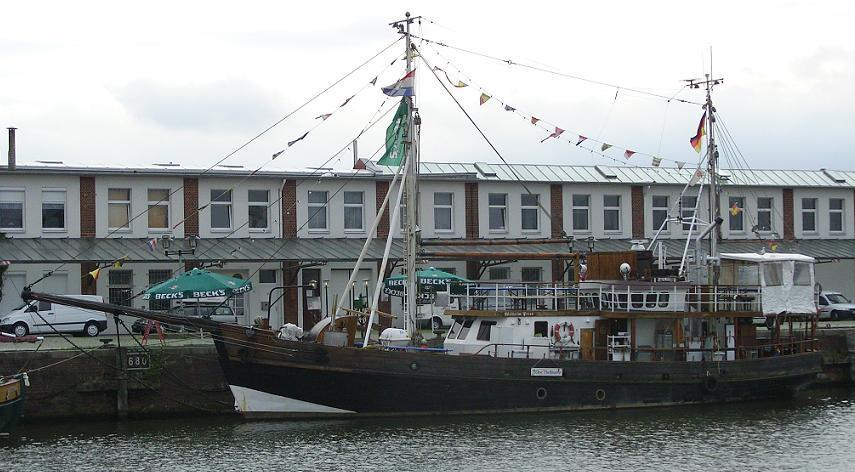
KFK 185 als Kutter Wilhelm Peter in Bremerhaven

KFK 185 war ein deutscher Kriegsfischkutter und gehört damit zu einer der größten Schiffbauserien der deutschen Seefahrt.

## Geschichte

### Zweiter Weltkrieg
Gebaut wurde der Kutter 1943 auf der Burmester Werft in Swinemünde-Ostswine und diente während des Zweiten Weltkriegs als Vorpostenboot sowohl in Nord- und Ostsee. Nach Kriegsende ging der Kutter bis 1949 in Besitz der Bremer Treuhand.

### Fischereidienst
1949 wurde der Kutter in BX 454 Wilhelm Peter umbenannt und stand vom 2. Juli 1949 bis zum 16. September 1949 unter Charter bei Wilhelm Kuhn in Bremerhaven. Hier fand er zum ersten Mal Verwendung als Lachsfänger. Diese Funktion hatte er unter verschiedenen Charterern bis 1955.
Vom 17. September 1949 bis zum 4. August 1951 stand er als BX 454 Wilhelm Peter im Dienst bei Charter Hans Garling in Hamburg.
Vom 5. August 1951 bis zum 27. April 1955 stand er als BX 454 Wilhelm Peter im Dienst bei Charterer Bernhard Kohnk. 1953 erhielt der Kutter seine zweite Maschine, eine Demag-Modag Langsamläufer-Maschine mit 180 PS.
Ab dem 28. April 1955 stand der Kutter als SO 272 Wilhelm Peter im Eigentum von Bernhard Kohnke und Herman Richert in Kiel-Friedrichsort.
Am 21. Juni 1955 erfolgte die Austragung aus dem BX-Register.

### Umbau zum Expeditionsschiff
Im Jahr 1983 erwarb der Club „Monte Christo“ aus Krefeld den Kutter.
Ab 1983 wurde der Kutter Wilhelm Peter zum Expeditionsschiff durch den Club „Monte Christo“ umgebaut. Heimathafen wurde nun Bremerhaven.
Um einen Einsatz in tropischen Gewässern zu ermöglichen, wurden mehrere vollklimatisierte Kabinen eingebaut. Im Rahmen dieser Umbaumaßnahmen erfolgten auch Erweiterungen der Aufbauten. Trotz umfangreicher Änderungen konnte hierbei der originale Aufbau erhalten werden.
Neben Wohn- und Schlafkabinen erfolgte ebenfalls eine grundlegende Aufwertung der technischen Einrichtungen. Stark vergrößerte Bunker- und Kühlmöglichkeiten ermöglichten nun einen weltweiten Einsatz. Die maximale autarke Einsatzdauer des Schiffes betrug nun mehrere Monate auf hoher See.

### Einsatz als Expeditionsschiff
Im Laufe der folgenden Jahre wurde das Schiff als Expeditionsschiff unter anderem vor den Kapverden, Porto Christo und Korsika eingesetzt. Die Hauptaufgabe war dabei das Auffinden von Wracks sowie das Erforschen marinehistorischer Kulturstätten. Hierfür erfuhr das Schiff den Einbau diverser technischer Apparaturen wie zum Beispiel eines Metallsuchgerätes.

### Verwendung als schwimmende Gaststätte
Seit 1998 hat der Kutter Wilhelm Peter seinen festen Liegeplatz im Fischereihafen I in Bremerhaven.
Zwischen 1999 und 2001 wurde das Schiff zeitweilig zu Gastronomiezwecken benutzt.
Von 2001 bis 2015 wurde der Kutter durchgehend als schwimmende Speisegaststätte und Gastronomieschiff „Kutter Wilhelm Peter“ im Fischereihafen in Bremerhaven genutzt. Am 3. Februar 2015 hievte ein Schwimmkran den mittlerweile maroden Kutter aus dem Wasser, da die Gefahr des Sinkens bestand. Im Oktober 2015 wurde die Wilhelm Peter zerlegt.